# Вильк, Цезарий
Цеза́рий Вильк (пол. Cezary Wilk; 12 февраля 1986, Варшава) — польский футболист, полузащитник клуба «Реал Сарагоса».

## Клубная карьера

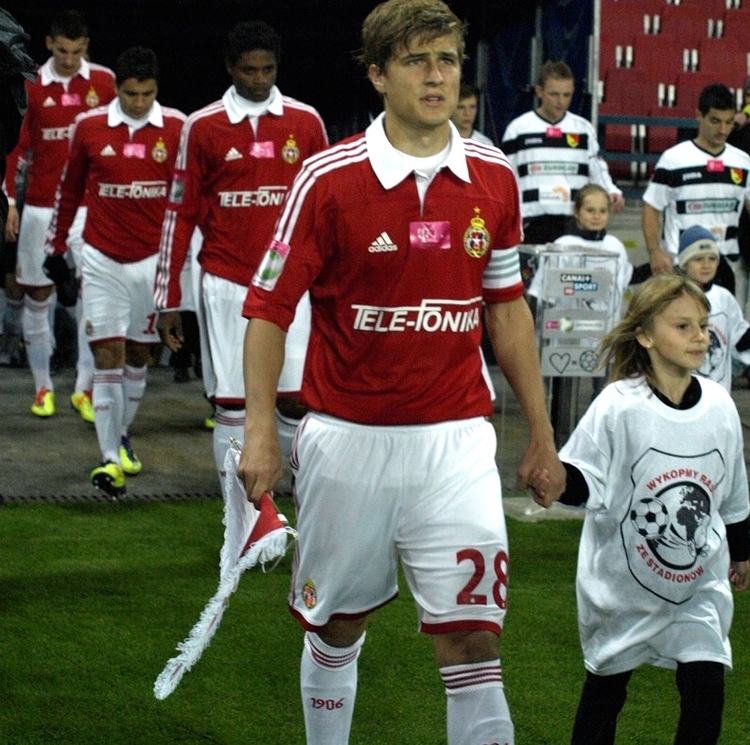
Цезарий Вильк в составе краковской «Вислы»

Цезарий Вильк — воспитанник варшавского клуба «Полония», в котором выступал за все юношеские команды. Летом 2005 года, в возрасте 19 лет, он заключил 5-летний контракт с «Короной», а 21 сентября дебютировал в игре Кубка Польши с «Мазовше», где провёл на поле 42 минуты. 10 декабря Вильк впервые вышел на поле в основном составе команды в матче против «Одры» (1:1), где на 74 минуте заработал вторую жёлтую карточку и был удалён с поля.
8 января 2007 года было объявлено о полугодичной аренде Вилька в «ЛКС». 24 февраля Цезарий дебютировал за новый клуб в игре с «Легией» (2:0), выйдя на замену в начале второго тайма. В марте 2007 года он впервые получил вызов в молодёжную сборную Польши.
Летом 2007 года Вильк вернулся в «Корону», где начал сезон в дубле. 5 августа он забил свой первый гол в карьере, поразив ворота резервистов «Леха» (1:2). Под руководством нового главного тренера команды Яцека Зелиньского Цезарий закрепил за собой место в основном составе, а «Корона» заняла 6 место, однако из-за коррупционного скандала в структуре клуба была отправлена в Первую лигу. После понижения в классе Цезарий мог перейти в «Краковию», однако вместо этого подписал новый контракт с «Короной» сроком на 3 года. 11 апреля 2009 года он забил единственный и победный гол команды в домашней игре с «Туром» (1:0). По окончании сезона «кроваво-золотые» заняли 3 место, которое давало право играть в Экстракласе.
22 июля 2010 года было официально подтверждено, что Вильк стал игроком краковской «Вислы», заключив с клубом 4-летнее соглашение. 8 августа Цезарий дебютировал за новый клуб в игре квалификационного раунда Лиги Европы с «Карабахом». Спустя некоторое время он стал основным игроком опорной зоны, действуя в паре с Радославом Соболевским. 17 сентября Вильк забил свой первый гол за «Вислу», поразив ворота своего бывшего клуба — «Короны» в рамках Экстракласы (2:2), добив мяч после удара Павла Брожека. 12 ноября он принял участие в разгроме «Легии» (4:0), а через некоторое время получил вызов в сборную Польши. 15 мая 2011 года, в матче с «Краковией» (1:0), Цезарий на 17 минуте отдал результативную передачу на Маора Меликсона, чей гол принёс «белой звезде» чемпионский титул. Для него это чемпионство стало первым в карьере.
6 августа 2013 года Вильк подписал 2-летний контракт с галисийским клубом «Депортиво». 24 августа он дебютировал в новой команде в игре с «Кордовой» (0:1), где провёл на поле 59 минут.

## Международная карьера
В ноябре 2010 года Вильк был впервые вызван в состав сборной Польши на товарищеские матчи c Турцией и Боснией. 12 декабря Цезарий впервые вышел на поле в футболке национальной команды в матче против Боснии и Герцеговины (2:2), заменив на 62 минуте Мацея Рыбуса.

## Достижения
«Висла» (Краков)
- Чемпион Польши (1): 2010/11